# COVID-19-Pandemie in Guyana

Lage von Guyana

Die COVID-19-Pandemie in Guyana tritt als regionales Teilgeschehen des weltweiten Ausbruchs der Atemwegserkrankung COVID-19 auf und beruht auf Infektionen mit dem Ende 2019 neu aufgetretenen Virus SARS-CoV-2 aus der Familie der Coronaviren. Die COVID-19-Pandemie breitet sich seit Dezember 2019 von China ausgehend aus. Ab dem 11. März 2020 stufte die Weltgesundheitsorganisation (WHO) das Ausbruchsgeschehen des neuartigen Coronavirus als Pandemie ein.

## Situation
Die COVID-19-Pandemie begann in Guyana am 12. März 2020. Guyana ist ein kleiner Staat in Südamerika, der im Süden und Westen an Brasilien, im Nordwesten an Venezuela und im Osten an Suriname grenzt. Bis zum 25. April 2020 wurden in der Pandemie in Guyana insgesamt 74 Infizierte und 8 Todesfälle gemeldet.
Die medizinische Versorgung in Guyana wird im Vergleich zur Weltbevölkerung als unterdurchschnittlich bezeichnet. Auf 1000 Einwohner kommen 1,6 Krankenhausbetten, während der weltweite Mittelwert bei 2,7 und in der EU bei 5,6 liegt. Weltweit stehen 1,5 Ärzte für 1000 Einwohner zur Verfügung, in Guyana sind es 0,8 Ärzte.

## Verlauf

### Anfangsphase (März 2020)
Guyana, ein Staat mit damals etwa 800.000 Einwohnern, steckte im März 2020 in einer politischen Krise, denn nach der Wahl am 2. März gab es selbst drei Wochen nach der Wahl noch kein offizielles Ergebnis. In dem zweitärmsten Land Südamerikas waren vor der Wahl riesige Erdölvorkommen entdeckt worden und die Auseinandersetzung darum hatte die beginnende Corona-Krise überlagert.
Am 10. März 2020 hatte ein 52-jähriger Guyaner, der am 5. März aus den USA einreiste, einen Arzt aufgesucht und war kurz darauf am 12. März nachweislich an einem COVID-19-Infekt verstorben. Daraufhin gab der damalige Präsident von Guyana, David Granger, den ersten Infektionsfall in seinem Land bekannt.

### Erste Maßnahmen
Ab dem 18. März 2020 wurden alle Flughäfen in Guyana für ankommende Flugzeuge bis auf weiteres für 14 Tage gesperrt und alle Schulen geschlossen. Das Gesundheitsministerium von Guyana wies alle Einwohner an, dass sie sich ab dem 30. März in ihren Wohnungen aufzuhalten haben und nur lebensnotwendige Beschaffungen zu vorgegebenen Zeiten möglich sind. Am 2. April 2020 erweiterte Präsident David Granger den Lockdown für Bars, Restaurants und weitere Veranstaltungen von 18:00 bis zum nächsten Morgen um 6:00 Uhr.
Ab dem 8. April wurde bekannt, dass alle Postschalter bis auf weiteres geschlossen werden.

### Frühe Fallzahlen
Bis zum 25. April 2020 wurden in Guyana insgesamt 74 Infizierte und 8 Todesfälle gemeldet. Die höchste Anzahl von Infektionen waren 7 neue Infektionsfälle am 15. April. Aus den bisher vorliegenden Daten ergab sich am 25. April eine Sterblichkeit von 10,8 %.

### Internationale Hilfe
Am 9. April 2020 gab die Europäische Union bekannt, dass sie eine Hilfszahlung von 8,6 Millionen US-Dollar an die Caribbean Public Health Agency (CARPHA) zur Bewältigung der Corona-Krise überweisen werde. Guyana ist eines der 24 Mitglieder der CARPHA. Guyana erhielt zudem 30.000 Atemschutzmasken und Ventilatoren von China.

### Weitere Entwicklung 2020–2021
Im August 2020 wurde Mohamed Irfaan Ali als neuer Präsident von Guyana vereidigt und übernahm die Führung der Pandemiebewältigung von seinem Vorgänger David Granger.
Im Jahr 2021 wurden insgesamt 33.076 Fälle registriert, was 41.165 Fällen pro Million Einwohner entspricht. Die Zahl der COVID-19-bedingten Todesfälle stieg auf 888 im Jahr 2021.

### Impfkampagne
Die Impfkampagne in Guyana begann im Jahr 2021. Bis zum 31. Dezember 2021 hatten 60,3 % der Bevölkerung mindestens eine Dosis eines COVID-19-Impfstoffs erhalten. Bis zum 20. April 2022 waren 46 % der Bevölkerung vollständig geimpft.

### Lockerung der Maßnahmen (2022)
Im März 2022 begann Guyana mit der Lockerung der COVID-19-Beschränkungen. Beschränkungen für soziale Versammlungen und Aktivitäten wurden aufgehoben, und die Impfanforderungen für den Zutritt zu den meisten Gebäuden wurden abgeschafft. Gesundheitsminister Dr. Frank Anthony begründete die Lockerungen mit der niedrigen Zahl neuer Infektionen und den hohen Impfraten.

### Gesamtstatistik
Bis Juli 2022 wurden in Guyana insgesamt 68.500 COVID-19-Infektionen und 1.264 Todesfälle registriert. Dies entspricht einer Letalitätsrate von etwa 1,85 %.
Die Weltgesundheitsorganisation stufte die Übersterblichkeit in Guyana für 2020 auf 393 zusätzliche Todesfälle und für 2021 auf 2.418 zusätzliche Todesfälle.

### Aktuelle Situation
Seit April 2024 werden von den meisten Ländern, einschließlich Guyana, keine regelmäßigen COVID-19-Statistiken mehr an internationale Überwachungsstellen gemeldet. Die Bevölkerung Guyanas beträgt im Jahr 2025 etwa 799.000 bis 801.000 Einwohner.

## Hilfe aus dem Ausland
Am 9. April 2020 gab die Europäische Union bekannt, dass sie eine Hilfszahlung von 8,6 Millionen US-Dollar an die Caribbean Public Health Agency (CARPHA) zur Bewältigung der Corona-Krise überweisen werde. Guyana ist eines der 24 Mitglieder der CARPHA.
Guyana erhielt 30.000 Atemschutzmasken und Ventilatoren von China.

## Statistik
Die Fallzahlen entwickelten sich während der COVID-19-Pandemie in Guyana wie folgt:

### Infektionen

Bestätigte Infizierte in Guyana nach Daten der WHO. Oben kumuliert, unten Tageswerte

### Todesfälle

Bestätigte Todesfälle in Guyana nach Daten der WHO. Oben kumuliert, unten Tageswerte